# Donacia aquatica
| |                                                                             |                                           |
| Abb. 1: Aufsicht (Foto:U.Schmidt)                                                                                |                                                                             |                                           |
| |                                                                             |                                           |
| Abb. 2: Flügeldeckennaht von schräg oben, links teilweise koloriert: rot: obere Nahtkante, grün:untere Nahtkante |                                                                             |                                           |
| |                                                                             |                                           |
| Abb. 3: Flügeldecken von schräg oben oben grün getönt: Vertiefung und Rinne                                      | Abb. 3: Flügeldecken von schräg oben oben grün getönt: Vertiefung und Rinne | Abb. 4: rechter Fühler erste fünf Glieder |
| |                                                                             |                                           |
| Abb. 5: Halsschild (oben Kopf)                                                                                   | Abb. 6: Kopf von vorn                                                       | Abb. 7: Hinter- schenkel von innen        |

Donacia aquatica ist ein Käfer aus der Familie der Blattkäfer (Chrysomelidae) und der Unterfamilie der Schilfkäfer (Donaciinae). Die Gattung Donacia ist in Europa mit 33 Arten vertreten.
Der wissenschaftliche Gattungsname Donacia ist von altgr. δόναξ „dónax“, „Schilf, Röhricht“ abgeleitet. Der Artname aquatica (lat. „im, am Wasser lebend“) bezieht sich ebenfalls auf den gewässernahen Lebensraum der Art.

## Merkmale des Käfers
Viele Schilfkäfer glänzen leuchtend metallisch, aber meist sind sie einfarbig rot oder grün oder blau. Donacia aquatica dagegen schillert gleichzeitig violett bis kupferrot und blau bis grün, deswegen lautet einer seiner englischen Trivialnamen übersetzt „Regenbogen-Rohrkäfer“. Je nach Individuum und Lichteinfall überwiegen die blaugrünen Farben und die Rottöne bleiben auf je einen Längsstreifen in der Mitte der Flügeldecken zurückgedrängt (Abb. 3), oder das Rot-Violette überwiegt und beschränkt die grünblauen Bereiche auf die Flügeldeckennaht und den Flügeldeckenrand (siehe das Bild in der Taxobox). Auch Donacia vulgaris und Donacia marginata zeigen eine ähnliche Farbkombination wie Donacia aquatica. Die beiden Doppelgänger sind jedoch weniger farbenprächtig als Donacia aquatica, außerdem gibt es weiter unten aufgeführte Unterschiede. Durch die violettrote und grünblaue Färbung der Oberfläche in Kombination mit den golden erscheinenden Flanken und Beinen ist das Tier auch in freier Natur relativ sicher zu identifizieren.
Der Kopf ist schmaler als der Halsschild, die Mundwerkzeuge zeigen schräg nach unten (Abb. 6). Die Kiefertaster sind viergliedrig, die Lippentaster dreigliedrig. Die elfgliedrigen Fühler sind fadenförmig. Sie sind einander genähert auf der Stirn eingelenkt. Das dritte Glied ist relativ lang, fast so lang wie das erste (Abb. 4). Bei Donacia vulgaris und Donacia marginata dagegen ist das dritte Fühlerglied deutlich kürzer als das erste.
Der Halsschild (Abb. 5) ist von oben betrachtet annähernd rechteckig und hinten wie vorn deutlich gerandet. Er ist breiter als der Kopf und schmaler als eine einzelne Flügeldecke. Er ist sowohl deutlich punktiert als auch quer gerunzelt.
Die sehr fein und dicht gerunzelten Flügeldecken glänzen seidig, sind jedoch unbehaart. Zur sicheren Unterscheidung der Gattung von der ähnlichen Gattung Plateumaris dient die Flügeldeckennaht. Bei Donacia ist die obere Kante der Flügeldeckennaht im hinteren Bereich nicht aufgebogen, sondern in seiner ganzen Länge gerade (Abb. 2). Der neben der Naht liegende Zwischenraum ist matt chagriniert und hat im vorderen Drittel dicht neben der Naht ein Grübchen, das sich häufig als Furche gegen den inneren Schultereindruck fortsetzt (in Abb. 3 oben grün getönt). Diese Vertiefung ist jedoch nur bei günstiger Belichtung sichtbar. Das Ende der Flügeldecken ist abgestutzt, die Innenecke spitz ausgezogen (Abb. 2).
Die Beine sind vollkommen schwarz oder dunkel metallen, auch nicht teilweise gelb oder rotbraun, wohl aber durch die Behaarung golden erscheinend. Sie sind relativ schlank, die Hinterschenkel erreichen den Hinterrand des Hinterleibs. Die Hinterschenkel tragen in der zweiten Hälfte auf der Unterseite einen spitzen, dornförmigen Zahn (Abb. 7). Die Tarsen sind viergliedrig, das vorletzte Glied ist deutlich gelappt.

## Biologie
Die Art ist an sumpfigen Ufern stehender und langsam fließender Gewässer sowie auf Mooren und Moorwiesen zu finden. Larven und Imagines sind Pflanzenfresser. Die Käfer nutzen nur wenige Wirtspflanzen als Nahrung, in Mitteleuropa hauptsächlich den Einfachen Igelkolben und den Zungen-Hahnenfuß, außerdem die Schlank-Segge.
Die Imagines trifft man in Mitteleuropa von April bis Juni. Für Nordirland werden folgende Angaben gemacht: Die Eier werden im Frühsommer an der Basis der Wirtspflanzen abgelegt. Die Larven sind unter Wasser an die Wurzeln von Wasserpflanzen angeheftet. Ihren Sauerstoffbedarf decken sie durch Anbohren der Luftvorräte im Interzellularsystem der Wasserpflanzen. Dazu haben sie am Körperende zwei Dornen, an denen sich eine Furche befindet, über welche die Luft zu den Atemöffnungen der Larve geleitet wird. Auch die Puppen sind an Lufträume im Wurzelsystem der Wasserpflanzen gebunden. Die Entwicklung wird im Spätsommer abgeschlossen. Einige frisch geschlüpfte Individuen erscheinen noch für kurze Zeit im September und Oktober, bevor sie sich in die Winterquartiere verkriechen. Andere Individuen bleiben nach der Häutung zur Imago zum Überwintern in der Puppenwiege. Im nächsten Frühjahr erscheinen die Käfer im Mai und verschwinden bis Juli. Die Larven spinnen Kokons im Wurzelsystem.
Die Imagines reagieren auf Bewegung in ihrer Nähe und verschwinden flink auf der anderen Blatthälfte. Bei Störungen fliegen sie auf.

## Verbreitung
Die eurasische Art ist in fast ganz Europa verbreitet. Innerhalb Europas fehlen Meldungen nur aus Portugal, Bosnien und Herzegowina, Albanien, Griechenland, Mazedonien, Bulgarien und der europäischen Türkei.